# Asienspiele 2010/Schach
Bei den Asienspielen 2010 wurden vom 13. bis. 26. September 2010 insgesamt vier Wettbewerbe im Schach ausgetragen, davon je zwei bei den Männern und bei den Frauen. Während die Einzel im Schnellschach ausgetragen wurden, wurde die Mannschaftswettbewerbe klassisch durchgeführt. Austragungsort war das Guangzhou Chess Institute.

## Bilanz

### Medaillenspiegel
| Platz  | Land        | Gold | Silber | Bronze | Gesamt |
| ------ | ----------- | ---- | ------ | ------ | ------ |
| 1      | China       | 3    | 1      | 1      | 5      |
| 2      | Usbekistan  | 1    | 1      | —      | 2      |
| 3      | Vietnam     | —    | 1      | 1      | 2      |
| 4      | Philippinen | —    | 1      | —      | 1      |
| 5      | Kasachstan  | —    | —      | 2      | 2      |
| Gesamt | Gesamt      | 4    | 4      | 4      | 12     |

### Medaillengewinner
Männer
| Disziplin  | Gold                                                                  | Silber                                                                          | Bronze                                                                         |
| ---------- | --------------------------------------------------------------------- | ------------------------------------------------------------------------------- | ------------------------------------------------------------------------------ |
| Einzel     | Rustam Kasimjanov                                                     | Lê Quang Liêm                                                                   | Bu Xiangzhi                                                                    |
| Mannschaft | Volksrepublik ChinaWang Yue Wang Hao Bu Xiangzhi Zhou Jianchao Ni Hua | PhilippinenWesley So Rogelio Antonio John Paul Gomez Darwin Laylo Eugenio Torre | IndienP. Harikrishna K. Sasikiran Surya Shekhar Ganguly G. N. Gopal B. Adhiban |

Frauen
| Disziplin  | Gold                                                 | Silber                                                                         | Bronze |
| ---------- | ---------------------------------------------------- | ------------------------------------------------------------------------------ | --- |
| Einzel     | Hou Yifan                                            | Zhao Xue                                                                       | D. Harika                                                                                                  |
| Mannschaft | ChinaHou Yifan Ju Wenjun Zhao Xue Huang Qian Wang Yu | UsbekistanNafisa Mo‘minova Olga Sabirova Yulduz Hamrakulova Nodira Nodirjanova | VietnamHoàng Thị Bảo Trâm Phạm Lê Thảo Nguyên Nguyễn Thị Thanh An Nguyễn Thị Mai Hưng Nguyễn Thị Tường Vân |